# Jasunari Kavabata
Yasunari Kawabata (Jasunari Kavabata, 川端 康成, Kawabata Yasunari ), japonski pisatelj in nobelovec, * 14. junij 1899, Osaka, Japonska, † 16. april 1972, Zuši (samomor). 

## Dela, prevedena v slovenščino
- Tisoč žerjavov, roman. Prešernova družba, Ljubljana, 1965
- Tudi skodelica je živo bitje; intervju. Delo, letnik 14, številka 12 (15.01.1972), str. 22.
- Glas gore, roman. Cankarjeva založba, Ljubljana, 1975 in 1978
- Jezero, roman. Mladinska knjiga, Ljubljana, 1976
- Lepota Japonske in jaz; sestavek. Likovne besede, Št. 61/62 (2002), str. 13-18.
- Snežna dežela, roman. Sanje, Ljubljana, 2009